# Start Me Up
"Start Me Up" är en låt av The Rolling Stones, utgiven som singel den 14 augusti 1981. "Start Me Up", som inleder albumet Tattoo You, nådde andra plats på Billboard Hot 100 och sjunde plats på UK Singles Chart. Musikvideon regisserades av Michael Lindsay-Hogg.

## Medverkande
- Mick Jagger – sång, bakgrundssång
- Keith Richards – gitarr
- Ronnie Wood – gitarr
- Bill Wyman – basgitarr
- Charlie Watts – trummor

## Listplaceringar
| Lista (1981)   | Position              |
| -------------- | --------------------- |
| Australien     | 1                     |
| Irland         | 11                    |
| Kanada         | 2                     |
| Nederländerna  | 5                     |
| Norge          | 8                     |
| Nya Zeeland    | 33                    |
| Spanien        | 13                    |
| Storbritannien | 7                     |
| Sverige        | 14 (Topplistan)       |
| USA            | 2 (Billboard Hot 100) |
| Västtyskland   | 36                    |
| Österrike      | 14                    |